# Roman Kasprzak
Roman Kasprzak (ur. 1888, zm. 1982) – polski inżynier budowy dróg i mostów, Sprawiedliwy wśród Narodów Świata.

## Życiorys
Przed wybuchem II wojny światowej Roman Kasprzak mieszkał razem z żoną Stanisławą i czwórką dzieci w Rudzie Rogoźno na północ od Poznania. Na początku wojny rodzina została przesiedlona przez Niemców do Sokołowa Podlaskiego. Na miejscu najmłodsza z córek Kasprzaków, Zofia, została zatrudniona w cukierni zaopatrywanej w ciastka przez żydowską rodzinę Skowrońskich. Od 1941 r. przez trzy lata Roman ukrywał żydowską dziewczynę Ritę (Rysię) Skowrońską, która ze względu na swoje semickie rysy mogłaby zostać rozpoznana. Z powodu pogróżek pod swoim adresem, Roman przeniósł się razem z całą rodziną i Rysią do Skolimowa niedaleko Warszawy, następnie do Chyliczek. Dziecko przetrwało wojnę, po czym w 1945 r. zostało odebrane z Sokołowa Podlaskiego przez matkę, która wcześniej ukrywała się na "aryjskich papierach". Razem w 1948 r. Skowrońskie wyemigrowały do Francji, a później do Izraela. Przez wiele lat utrzymywały listowny kontakt z rodziną Kasprzaków.
W 2008 r. Rita, jako prof. Ruth Lethan, zwróciła się do Instytutu Jad Waszem z wnioskiem o przyznanie rodzinie Kasprzaków medali Sprawiedliwych Wśród Narodów Świata. Odznaczenie zostało przyznane Romanowi pośmiertnie w 2009 r.